# 藤谷治
藤谷 治（ふじたに おさむ、1963年11月23日 - ）は、日本の小説家。東京都出身。

## 経歴
日本大学藝術学部映画学科卒業。会社員を経て、1998年に東京・下北沢に本のセレクト・ショップ「フィクショネス」をオープン。書店経営のかたわら創作を続け、2003年に『アンダンテ・モッツァレラ・チーズ』（小学館）で作家デビュー。2013年11月にデビュー10周年を迎え、同年12月には代表作である青春音楽小説『船に乗れ!』が舞台化される。

## 受賞・候補歴
- 2002年、「おがたQ、という女」で第34回新潮新人賞候補。
- 2008年、『いつか棺桶はやってくる』で第21回三島由紀夫賞候補。
- 2010年、『船に乗れ!』で第7回本屋大賞候補[2]。
- 2012年、『我が異邦』で第28回織田作之助賞候補。
- 2014年、『世界でいちばん美しい』で第31回織田作之助賞受賞。

## 作品

### 小説
- 『アンダンテ・モッツァレラ・チーズ』（小学館 2003年 / 小学館文庫 2007年）
- 『おがたQ、という女』（小学館 2004年 / 小学館文庫 2008年）
- 『いなかのせんきょ』（祥伝社 2005年 / 祥伝社文庫 2009年）
- 『恋するたなだ君』（小学館 2005年 / 小学館文庫 2008年）
- 『試験に出る不屈闘志物語 112対0からの大逆境克服』（小学館 2005年）
- 『下北沢』（リトルモア 2006年 / ポプラ文庫 2010年）
- 『誰にも見えない』（小学館 2007年 / 小学館文庫 2010年）
- 『いつか棺桶はやってくる』（小学館 2007年 / 小学館文庫 2009年）
- 『またたび峠』（小学館 2007年 / 小学館文庫 2009年）
- 『洗面器の音楽』（集英社 2007年）
- 『二都』（中央公論新社 2008年）
- 『マリッジ・インポッシブル』（祥伝社 2008年 / 祥伝社文庫 2011年）
- 『船に乗れ!』
  - I 合奏と協奏（ジャイブ 2008年 / ポプラ文庫 2011年）
  - II 独奏（ジャイブ 2009年 / ポプラ文庫 2011年）
  - III 合奏協奏曲（ジャイブ 2009年 / ポプラ文庫 2011年）
- 『遠い響き』（毎日新聞社 2009年 / 講談社文庫 2012年）
- 『ぼくらのひみつ』（早川書房 2010年）
- 『ヌれ手にアワ』（祥伝社 2010年）
- 『我が異邦』（新潮社 2012年）
- 『花のようする』（ポプラ社 2012年）
- 『世界でいちばん美しい』（小学館 2013年）
- 『燃えよ、あんず』（小学館 2018年）

### エッセイ
- 『船上でチェロを弾く』（マガジンハウス 2011年）
- 『こうして書いていく』（大修館書店 2013年）

### 共著
- 『Heart Beat』（ジャイブ 2008年）
- 『東と西1』（小学館 2009年 / 小学館文庫 2012年）
- 『東と西2』（小学館 2010年 / 小学館文庫 2012年）
- 『ポリリズム』（ポプラ文庫ピュアフル 2010年）

### 脚本
- ラジオドラマ DOCOMO シーソーメール〜SHE SAW MAIL〜シーズン3・4・5（2011年10月-12月 TOKYO-FM）

## 人物・エピソード
2010年3月27日に『船に乗れ!』主人公の演奏するチェロのモデルともなった作者所有のチェロが盗難に遭ったが、後に無事解決した。

## フィクショネス
東京・下北沢に1998年にオープンした本のセレクト・ショップ。作家の藤谷治が店主をつとめていた。屋号の「ficciones」はホルヘ・ルイス・ボルヘス作の『伝奇集』の原題「FICCIONES」に由来。アトリエ的な雰囲気を持ちながら、座ってじっくり本を選べる居心地の良い空間が特徴。藤谷が選書した文芸作品や児童書などを取り扱う。2003年に藤谷が作家活動を本格化してからは、店内の約半分を販売スペース、残りを執筆スペースとして使用していた。海外含め遠方から足を運ぶ熱心なファンもいたという。月例で「文学の教室」と「句会」を開催。2014年7月閉店。